# 美女動画
美女動画（びじょどうが）は、北海道テレビ放送（HTB）で放送されていたミニ番組。2010年10月4日より2012年3月29日まで、毎週月曜日 - 木曜日の24時45分～24時50分（JST）に放送されていた。

## 概要
- HTBとしては1996年9月に終了した『モザイクな夜V3』以来14年ぶりとなる深夜の帯番組。同時期開始の『HTB深夜開拓魂』[1]と共に2010年度秋改編の自社制作番組としてPRされていた。プロデューサーは同局の情報番組『イチオシ!』などを手掛ける、元アナウンサーの戸島龍太郎が担当。16:9のハイビジョン制作であり、アナログではレターボックス方式で放送されていた。
- 毎週1名の美女をフィーチャーし、その人の魅力を引き立てるイメージ映像を制作し、週4日間に渡って放送。ロケ先はサッポロファクトリーやノルベサなどを中心に主に札幌市内で行われている。画面下部には札幌→函館→室蘭→帯広→釧路→稚内→旭川→北見の順にその日未明からの道内各地の天気概況が表示されている他、データ放送では出演者のプロフィールも見られた。
- タイトルロゴは「女」のみピンク、「美」「動画」は黒で表示されている。
- プライムタイム枠番組の枠拡大や毎年夏の『速報!甲子園への道』『熱闘甲子園』放送の際は放送時間が繰り下がるが、まれに急な報道特番や7月の全米オープンゴルフや全英オープンゴルフなどスポーツ特番で休止になることもあった。

## 出演した美女
放送終了まで出演した美女は70人。主に北海道在住のモデルが多いが、全国区で活躍するグラビアアイドルやモデル、ミュージシャンが登場することもあった。
事務所別では★印を記したモーディア所属者が最も多い。

### 2010年
- 川村ゆきえ（10月4日～8日）
- 吉田愛（10月11日～14日）
- 米川由莉（10月18日～21日）
- ★大下菜織（10月25日～28日）
- ★渡邊アヤカ（11月1日～4日）
- ★岡田絵里奈（11月8日～11日）
- ★柿崎裕美（11月15日～18日）
- ★川村奈美（11月22日～25日）
- ★貞廣恵沙（11月29日～12月2日）
- 菊田結梨花（12月6日～9日）
- ★山川優樹（12月13日～16日）
- ★小林由芽（12月20日～23日）[2]

### 2011年
- 今野亜美子（1月10日～13日）
- ★山下美音（1月17日～20日）
- 米澤明菜（1月24日～27日）
- 大西智子（1月31日～2月3日）
- 浅沼彩（2月7日～10日）
- 辰巳奈都子（2月14日～17日）
- ★熊谷彩奈（2月21日～22日）[3]
- ★高田秋（3月21日～24日）
- ★藤田茜（3月28日～31日）
- ジョンソン・アニカ（4月4日～6日）[4]
- 松井さやか（4月11日～14日）
- 織田みゆき（4月18日～21日）
- 岡部侑利也（4月25日～28日）
- ★金子ゆりあ（5月2日～5日）
- 佐藤由花梨（5月9日～12日）
- ★脇坂利奈（5月16日～19日）
- 白井美彩（5月23日～26日）
- 東理沙（5月30日～6月2日）
- ★長谷部理沙（6月6日～9日）
- 山口あい（6月13日～16日）
- 大嶋夏代（6月20日～23日）
- 宮﨑あんず（6月27日～30日）
- 蒼木まりな（7月4日～7日）
- ★澤向麻里絵（7月11日～13日）[5]
- 齋藤あすか（7月18日～21日）[6]
- 藤田麻里亜（7月25日～27日）[7]
- 高間綾（8月1日～4日）
- 国分亜美（8月8日～11日）
- 佐藤ゆり（8月15日～18日）
- 桜木梨香（8月22日～25日）
- 長瀬星莉（8月29日～9月1日）
- 葉月万佑花（9月5日～8日）
- 寺久保エレナ（9月12日～15日）
- 成田彩美（9月19日～22日）
- 金安杏奈（9月26日～29日）
- 赤坂里美（10月3日～6日）
- ★盛彩奈（10月10日～13日）
- 江村香菜（10月17日～20日）
- 長谷川めぐみ（10月24日～27日）
- 椎名未来（10月31日～11月3日）
- Shizuka（11月7日～10日）
- ★山崎有加里（11月14日～18日）
- 加賀青空（11月21日～24日）
- 石川まゆ（11月28日～12月1日）
- 伊藤愛紗美（12月5日～8日）
- 遠田美智（12月12日～15日）
- 石黒亜実（12月19日～22日）[8]

### 2012年
- アイシス（1月9日～12日）
- 木島里沙（1月16日～19日）
- 内海麻里（1月23日～26日）
- 柴田平美（1月30日～2月2日）
- 高間綾（2月6日～9日）[9]
- 若林玲菜（2月13日～16日）
- 藤井萌（2月20日～23日）
- Emi（2月27日～3月1日）
- 佐藤悦子（3月5日～8日）
- 伊藤友里華（3月12日～15日）
- 伊原奈緒子（3月19日～22日）
- 菊池なつき（3月26日～29日）※最終週